# Moa Kikuchi
Moa Kikuchi (japonês: 菊地最愛, Hepburn: Kikuchi Moa, Aichi, 4 de julho de 1999) é a uma idol, cantora e modelo japonesa. Ela é representada pela agência de talentos Amuse e é integrante do grupo de kawaii metal Babymetal, onde é conhecida pelo nome artístico Moametal. Além disso, Kikuchi integrou outros três grupos formados por essa agência: Sakura Gakuin, seus subgrupos Twinklestars e Minipati.

## Biografia
Em sua infância, Kikuchi trabalhou como modelo para revistas.[carece de fontes?] Aos 8 anos de idade, após ser vice-campeã na audição "Ciao Girl Audition 2007", Kikuchi assinou com a agência de talentos Amuse. Entre 2008 e 2010, trabalhou em comerciais.[carece de fontes?] Em agosto de 2010, integrou o grupo idol Sakura Gakuin, juntamente à Yui Mizuno. Em outubro de 2010, juntou-se ao Twinklestars, subgrupo de Sakura Gakuin, e em novembro juntou-se ao Babymetal, também subgrupo de Sakura Gakuin, com o nome artístico Moametal. Em 8 de dezembro de 2010, estreou no grupo Sakura Gakuin com o single major "Yume ni Mukatte / Hello ! Ivy". Entre 2 de maio de 2011 e 25 de março de 2013, Kikuchi, juntamente à Yui Mizuno, apresentaram um segmento no programa televisivo sakusaku, transmitido pela TV Kanagawa. Em julho de 2011, tornou-se integrante do grupo idol Minipati, subgrupo de Sakura Gakuin, juntamente à Hana Taguchi e Yui Mizuno. Em janeiro de 2013, Kikuchi fez sua estreia major no Babymetal com o single "Ijime, Dame, Zettai". Foi garantido que o Babymetal, após a graduação de Suzuka Nakamoto do grupo Sakura Gakuin, iria continuar suas atividades como um grupo independente. Em fevereiro de 2014, Babymetal lançou seu álbum de estreia. Em maio de 2014 tornou-se a Presidente do Conselho Estudantil, i.e. líder, do grupo Sakura Gakuin. Em 29 de março, Sakura Gakuin realizou o concerto anual de graduação, The Road to Graduation 2014 Final ~Sakura Gakuin 2014 Nendo Sotsugyo~, onde Kikuchi, juntamente de Yui Mizuno, Hana Taguchi e Yunano Notsu, deixou o grupo.

## Detalhes pessoais
Em janeiro de 2015, a altura de Kikuchi era 1,53cm.
O grupo idol favorito de Kikuchi é °C-ute, e sua idol favorita é Airi Suzuki, integrante do grupo °C-ute.

## Afiliações
- Sakura Gakuin (2010–2015)
  - Twinklestars (subgrupo do Sakura Gakuin; 2010–2015)
  - Minipati (subgrupo do Sakura Gakuin; 2011–2015)
- Babymetal (2010–atualmente)
  - Black Babymetal (subgrupo do Babymetal; 2012–atualmente)

## Discografia

### Sakura Gakuin
Álbuns
1. Sakura Gakuin 2010 Nendo ~message~ (27 de abril de 2011)
2. Sakura Gakuin 2011 Nendo ~Friends~ (21 de março de 2012)
3. Sakura Gakuin 2012 Nendo ~My Generation~ (13 de março de 2013)
4. Sakura Gakuin 2013 Nendo ~Kizuna~ (12 de março de 2014)
5. Sakura Gakuin 2014 Nendo ~Kimi ni Todoke~ (25 de março de 2015)

Singles
1. "Yume ni Mukatte / Hello! Ivy" (8 de dezembro de 2010)
2. "Friends" (23 de novembro de 2011)
3. "Verishuvi" (21 de dezembro de 2011)
4. "Tabidachi no Hi ni" (12 de fevereiro de 2012)
5. "Wonderful Journey" (5 de setembro de 2012)
6. "My Graduation Toss" (27 de fevereiro de 2013)
7. "Ganbare!!" (9 de outubro de 2013)
8. "Jump Up ~Chiisana Yuki~" (12 de fevereiro de 2014)
9. "Heart no Hoshi" (22 de outubro de 2014)
10. "Aogeba Totoshi ~from Sakura Gakuin 2014~" (4 de março de 2015)

### Twinklestars
Singles
1. "Dear Mr.Socrates" (28 de novembro de 2010)
2. "Please! Please! Please!" (6 de julho de 2011)

### Babymetal
Álbuns
1. Babymetal (26 de fevereiro de 2014)
2. Metal Resistance[19] (29 de março de 2016)

Singles
1. "Doki Doki Morning" (24 de outubro de 2011)
2. "Babymetal × Kiba of Akiba" (7 de março de 2012)
3. "Head Bangya!!" (4 de julho de 2012)
4. "Ijime, Dame, Zettai" (9 de janeiro de 2013)
5. "Megitsune" (19 de junho de 2013)
6. "Road of Resistance" (1 de fevereiro de 2015)
7. "Karate" (17 de março de 2016)
8. "THE ONE" (26 de março de 2016)

## Participações em trabalhos

### Música
- Babymetal / Black Babymetal - "4 no Uta" (4の歌, Yon no Uta, lit. "Canção do 4"), do álbum Babymetal: Yui Mizuno (como Yuimetal) e Moa Kikuchi (como Moametal) compuseram (letra e música) a canção como Black Babymetal, subgrupo de Babymetal.[20]

## Filmografia

### Comerciais
- McDonald's - Happy Meal